# Larinia directa
Larinia directa là một loài nhện trong họ Araneidae.
Loài này thuộc chi Larinia. Larinia directa được Nicholas Marcellus Hentz miêu tả năm 1847.